# Comitato Olimpico del Kosovo
Il Comitato Olimpico del Kosovo (Komiteti Olimpik i Kosovës (KOK) in albanese) fu fondato ufficialmente nel 2003 secondo la legge sullo sport 2003/04. Il presidente attuale è Besim Hasani  e ha sede a Pristina, in Kosovo. Ha fatto il suo ingresso nel Comitato Olimpico Internazionale il 9 dicembre 2014, pertanto gli atleti hanno potuto partecipare ai giochi olimpici a partire dall'edizione di Rio de Janeiro 2016.
La prima medaglia olimpica della storia sportiva del Kosovo, d'oro, è stata conquistata dalla judoka Majlinda Kelmendi il 7 agosto 2016, battendo in finale l'italiana Odette Giuffrida.